# إلوين رايلي شو
إلوين رايلي شو (بالإنجليزية: Elwyn Riley Shaw)‏ هو قاضي ومحامي أمريكي، ولد في 19 أكتوبر 1888، وتوفي في 18 يوليو 1950.